# NGC 5751
NGC 5751 је спирална галаксија у сазвежђу Волар која се налази на NGC листи објеката дубоког неба.
Деклинација објекта је + 53° 24' 2" а ректасцензија 14h 43m 49,1s. Привидна величина (магнитуда) објекта NGC 5751 износи 13,2 а фотографска магнитуда 13,9. Налази се на удаљености од 41,973 милиона парсека од Сунца. NGC 5751 је још познат и под ознакама UGC 9498, MCG 9-24-33, CGCG 273-24, IRAS 14422+5336, PGC 52607.